# 五日市憲法
《五日市憲法》，是日本學者在明治初期所撰寫的私擬憲法之一，別稱《日本帝國憲法》。全部共204條，當中有150條觸及基本人權，較偏重國民的權利保障。該憲法由五日市學藝講談會的千葉卓三郎在1881年起草。1968年（昭和43年），由色川大吉在東京都西多摩郡五日市町（即今秋留野市）的深澤家倉庫中發現出來。
該憲法中有關國民權利部分，內容上在當時來說是劃時代的，與現在日本國憲法的內容近似。《五日市憲法》被指定成東京都的有形文化遺產及歷史遺跡，早前由東京經濟大學保管，後來遷至秋留野市的中央圖書館。

## 外部連結
- 五日市郷土館